# Языки Севастополя

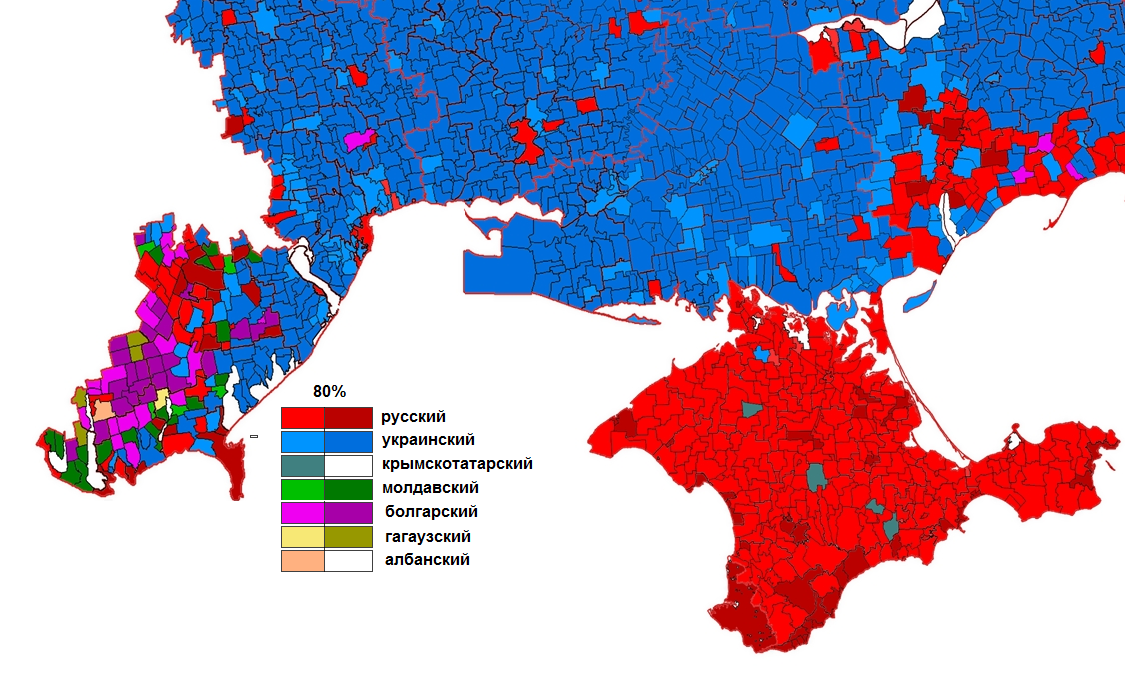
Севастополь, равно как и окружающая его территория Крыма, характеризуется преобладанием русского языка как родного (2001)

В истории современного Севастополя преобладающим родным языком населения, а также основным языком делопроизводства и владения является русский язык. Вторым по распространённости в городе является украинский.
Город, как и бо́льшая часть Крымского полуострова, на котором он находится, является объектом территориальных разногласий между Украиной и Россией. В 2014 году Украина перестала контролировать Крым и полуостров был аннексирован Россией.

## Языковой состав населения

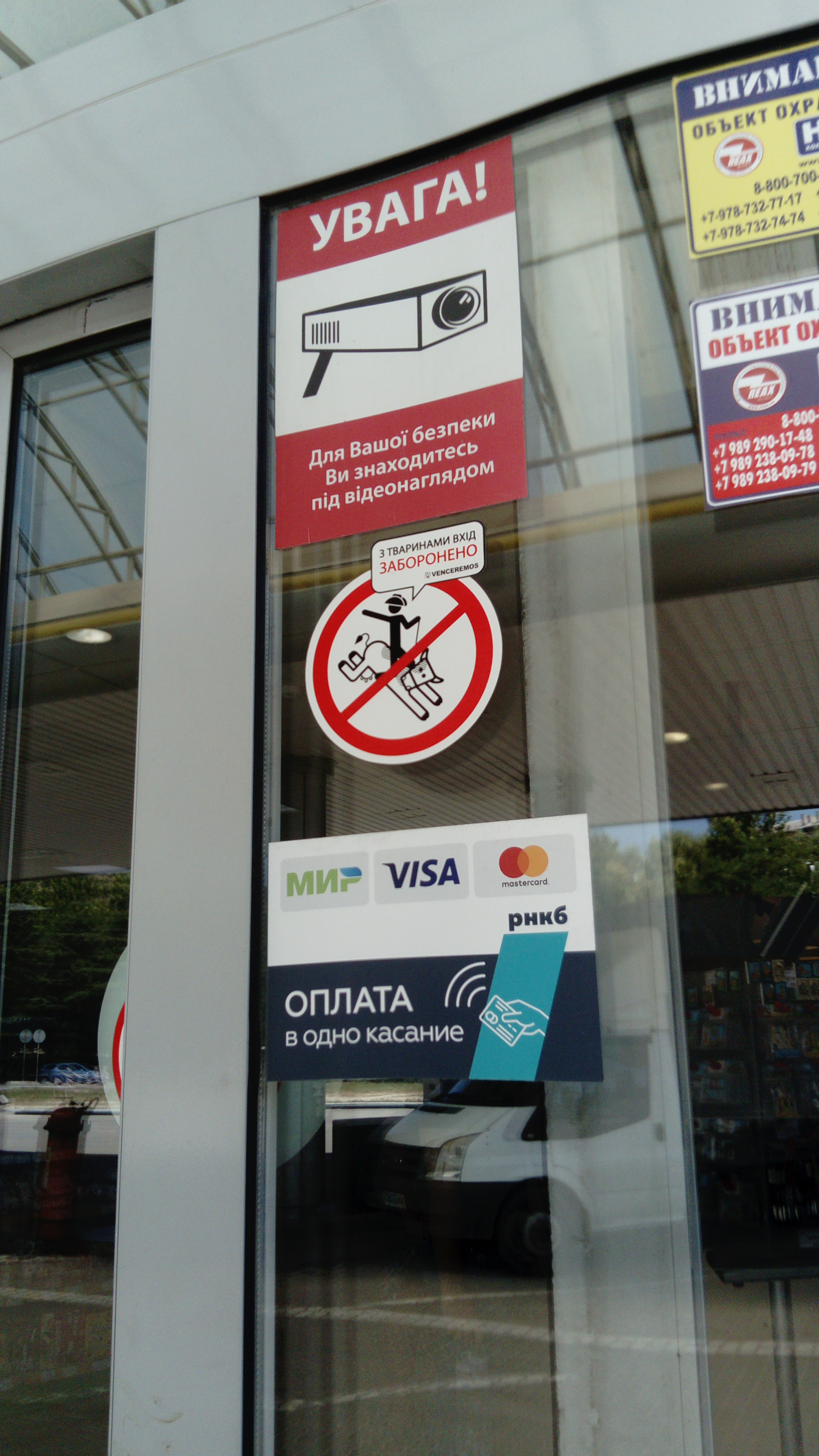
Украинский язык на автозаправке в Севастополе (2019)

По переписи 2014 года родным языком назвали русский язык 96,19 % от населения Севастополя или 364 708 человек из 379 153 указавших родной язык; украинский язык — 2,13 % или 8083 человек; татарский язык — 0,59 % или 2220 человек; крымскотатарский язык — 0,41 % или 1559 человек; армянский язык — 0,14 % или 515 человек; азербайджанский язык — 0,11 % или 429 человек. По владению языками в Севастополе по переписи 2014 года выделяются соответственно: русский язык — 99,86 % или 378 900 человек из 379 442 указавших владение языками, украинский язык — 18,80 % или 71 331 человек, английский язык — 12,04 % или 45 695 человек, немецкий язык — 1,52 % или 5756 человек, французский язык — 0,62 % или 2354 человека, татарский язык — 0,45 % или 1725 человек, испанский язык — 0,34 % или 1301 человек, белорусский язык — 0,34 % или 1279 человек, польский язык — 0,22 % или 846 человек, итальянский язык — 0,19 % или 719 человек, крымскотатарский язык — 0,18 % или 700 человек, армянский язык — 0,18 % или 682 человека, турецкий язык — 0,14 % или 536 человек, узбекский язык — 0,14 % или 520 человек, азербайджанский язык — 0,13 % или 510 человек, молдавский язык — 0,12 % или 439 человек, греческий язык — 0,09 % или 326 человек, болгарский язык — 0,08 % или 303 человека, грузинский язык — 0,08 % или 296 человек.
По переписи 2014 года среди русских в Севастополе родным русский язык назвали 99,86 %, украинский — 0,12 %. Среди украинцев родным языком русский назвали 85,71 %, украинский — 14,25 %. Среди белорусов родным языком русский назвали 93,47 %, белорусский — 6,37 %, украинский — 0,13 %. Среди татар родным языком русский назвали 51,41 %, татарский — 48,41 %. Среди крымских татар родным языком крымскотатарский назвали 55,45 %, татарский — 30,32 %, русский — 14,16 %.
По переписи 2014 года среди русских в Севастополе русским владеют 99,89 %, украинским — 14,62 %, немецким — 1,48 %, польским — 0,14 % и т. д. Среди украинцев русским владеют 99,76 %, украинским — 44,71 %, немецким — 1,74 %, польским — 0,52 % и т. д. Среди белорусов русским владеют 99,76 %, белорусским — 23,71 %, украинским — 14,39 %, немецким — 2,36 %, польским — 0,90 % и т. д. Среди татар русским владеют 99,78 %, татарским — 39,82 %, украинским — 9,43 %, турецким — 1,14 %, немецким — 0,81 %, крымскотатарским — 0,66 % и т. д. Среди крымских татар русским владеют 99,46 %, крымскотатарским — 23,43 %, татарским — 14,12 %, украинским — 12,68 %, турецким — 2,41 %, немецким — 0,75 % и т. д.
Перепись 2001 года зафиксировала традиционную для юго-восточной Украины диспропорцию между языками и соответствующими им национальностями. Так, несмотря на то, что доля русских составляла 71,4 %, русский язык считали родным свыше 90 % населения горсовета. И наоборот, при достаточно высокой доле этнических украинцев (22,4 %), украинский язык назвали родным лишь 6,8 % севастопольцев. При этом украинский язык был основным языком делопроизводства Севастополя в 1995—2014 годах.

## Языки делопроизводства
B составe Украины в 1991—2014 наметился процесс постепенного перехода на использование украинского языка в официальном делопроизводстве. Сначала письменный украинский язык стал преобладать в документации местных подразделений общеукраинских ведомств (МВД, прокуратура и др.), а затем начался процесс постепенного перехода с русского на украинский язык в письменной документации республиканских и местных учреждений (системы здравоохранения и среднего образования). Официальное использование украинского языка продолжилось даже после принятия закона о региональном языке в 2012 году. К началу аннексии Крыма Россией, учитывая центральное подчинение города, все документы в Севастополе составлялись на украинском языке. 10 марта 2014 года русский язык был вновь провозглашён основным языком делопроизводства. Поскольку в соответствии с договором о принятии в состав Российской Федерации Республики Крым город Севастополь был выделен в отдельный от Республики Крым субъект федерации, не имеющий статуса республики (город федерального значения), то для такого субъекта, согласно российской конституции, не могут быть установлены дополнительные государственные языки. В уставе города Севастополя украинский язык не упомянут. Законов о каком-либо статусе украинского языка Законодательным Собранием города Севастополя не принималось. Таким образом единственным официальным языком в Севастополе является русский язык — государственный язык России.

## Система образования
Учитывая прямое подчинение центральным властям Украины в прошлом, горсовет Севастополя, в отличие от парламента АР Крым, долгое время не предпринял ни одной попытки оспорить приказы Минобраза об украинизации школ города. Однако, городская администрация заявила о том что несмотря на возвращение делопроизводства к преимущественному употреблению русского языка, украиноязычная школа закрыта не будет. К началу 2014 года в Севастополе имелось 69 общеобразовательных учебных заведений, при этом только одна — школа-интернат № 7 — осуществляло обучение полностью на украинском языке. В украиноязычной гимназии обучалось 3,3 % детей города (700 человек), что было ниже доли украиноязычного населения в городе по переписи 2001 года (6 %). При этом после прихода к власти президента Ющенко была развёрнута активная законодательная кампания по частичной украинизации предметов русскоязычных школ и кинопроката. В 2010/2011 на русском языке в Севастополе образование получали 97,1 % школьников (по Украине в целом лишь 16,5 %), 100 % студентов техникумов и колледжей (по Украине в целом лишь 9,2 %); среди студентов институтов, академий и университетов области на русском образование получали 86,7 % (по Украине в целом лишь 10,2 % от их общего числа). Таким образом, несмотря на постепенное внедрение украинского языка в систему образования, Севастополь, и в меньшей степени, АР Крым, были единственными регионами Украины, которые не испытывали дефицита в русскоязычных образовательных учреждениях всех уровней, а также в целом смогли сохранить сложившуюся за десятилетия образовательную вертикаль на русском языке (детский сад — школа — профтехучилища, техникумы или колледжи — вузы).

## Кинопрокат
Особенно жёсткой украинизации, под страхом штрафных санкций, подверглась сфера публичного кинопроката. Как следствие, в подвалах и частных квартирах города появились нелегальные русскоязычные «видеосалоны». Несмотря на неоднократные (в 2006 и 2012 годах) признания севастопольским городским советом русского языка в качестве регионального в Севастополе, его фактическая маргинализация продолжалась, поскольку на практике эти принципы не применялись. Так горсовет отказался голосовать за введение закадрового перевода на русский язык фильмов в кинотеатрах. Перевод кинопроката на украинский язык правительство и администрация часто мотивировали необходимостью донести до севастопольской молодёжи необходимость «делать карьеру» на украинском языке. Лишь 14 марта 2014 в кинотеатрах Севастополя была возобновлён официальный показ фильмов на русском языке, как того долгое время и требовала публика. Но за долгие годы разрыва связей, русскоязычный кинопрокат города испытывал немало проблем.